# Kościół Masthugget
Kościół Masthugget – świątynia luterańska w Göteborgu, w Szwecji. Został wybudowany w 1914 według projektu Sigfrida Ericsona na wzgórzu w pobliżu centrum miasta i rzeki Göta älv. Ze względu na fakt, że wieża kościoła ma 60 metrów wysokości, Masthugget jest widocznym punktem na panoramie miasta, jego wizytówką i jedną z popularniejszych atrakcji turystycznych.
Kościół ma status zabytku sakralnego według rozdz. 4 Kulturminneslagen (pol. Prawo o pamiątkach kultury) ponieważ został wzniesiony do końca 1939 (3 §).